# Comuna Starîi Maidan, Cervonoarmiisk
Starîi Maidan (în ucraineană Старомайданська сільська рада) este o comună în raionul Cervonoarmiisk, regiunea Jîtomîr, Ucraina, formată din satele Bilka și Starîi Maidan (reședința).

## Demografie
Componența lingvistică a comunei Starîi Maidan
     Ucraineană (98,7%)
     Alte limbi (1,17%)
Conform recensământului din 2001, majoritatea populației comunei Starîi Maidan era vorbitoare de ucraineană (98,7%), existând în minoritate și vorbitori de alte limbi.